# Quando Alice ruppe lo specchio
Quando Alice ruppe lo specchio è un film televisivo del 1988 diretto da Lucio Fulci.

## Trama

Una delle vittime di Parson

Lester Parson è un uomo ossessionato dalle scommesse sulle corse dei cavalli, nonché un moderno Landru cannibale. Egli seduce vedove facoltose per estorcere loro denaro per le sue scommesse e pagare così i debiti di gioco. Quando le donne non sono più in grado di finanziarlo le uccide e ne dà il corpo in pasto ai maiali. Tutto procede in questa routine finché un imitatore non inizia a uccidere seguendo le sue stesse modalità, ma lasciando numerosi indizi che portano direttamente a lui. Deve nascondersi, cercare stratagemmi per sfuggire alla polizia e inoltre scopre con orrore di non proiettare più alcuna ombra.
Mentre sta per uccidere l'ennesima donna, questa lo riconosce, grazie all'identikit del telegiornale, e gli spara ferendolo gravemente. Alla fine Lester si trova davanti al suo imitatore e scopre trattarsi della sua stessa ombra che, ormai stanca di seguire un assassino, aveva deciso di fermarlo commettendo i suoi stessi crimini in maniera tale da ricondurre all'uomo. Solo con la morte di Lester l'ombra si ricongiunge finalmente a lui ed entrambi muoiono.

## Produzione

### Pre-produzione
Intorno alla seconda metà degli anni ottanta, per i film italiani era sempre più difficile ottenere una distribuzione cinematografica. Dato che il visto censura cinematografico è obbligatorio solo per i film usciti in sala, alcune produzioni, tra cui Quando Alice ruppe lo specchio, hanno risparmiato soldi uscendo direct-to-video. Il film faceva parte di una serie intitolata I maestri del thriller che era destinata alla televisione e all'home video. Il produttore Carlo Alberto Alfieri presentò il progetto a Luciano Martino, che lo respinse, e in seguito fece un accordo con la Scena International di Augusto Caminito. La società di quest'ultimo contattò quindi Distribuzione Alpha Cinematografica e Cine Duck e vendette i diritti televisivi della serie a Reteitalia.
Il direttore della fotografia Silvano Tessicini coinvolse nel progetto il regista Lucio Fulci. Questi era appena tornato dalle Filippine, dove aveva girato Zombi 3, ed era malato. Tessicini inizialmente suggerì a Fulci di far parte della produzione come supervisore, ma il regista gli presentò la sua storia, Quando Alice ruppe lo specchio.

### Riprese
Gli altri film della serie erano Hansel e Gretel di Giovanni Simonelli, Bloody Psycho di Leandro Lucchetti, Massacre di Andrea Bianchi, Luna di sangue di Enzo Milioni, Non aver paura della zia Marta di Mario Bianchi, Le porte dell'inferno di Umberto Lenzi e Il fantasma di Sodoma dello stesso Fulci. Il budget delle pellicole varia a seconda delle fonti: Alfieri parla di una cifra tra i 300 e 350 milioni di lire, mentre il direttore di produzione Silvano Zignani ha dichiarato che erano circa 207 milioni e Fulci tra i 200 e 300 milioni. I film sono stati girati in 16mm, per poi essere montati in 35mm, e le riprese si sono svolte durante un periodo di tre-quattro settimane a pellicola, utilizzando generalmente la stessa troupe e alcuni membri ricorrenti del cast.
Le riprese di Quando Alice ruppe lo specchio sono iniziate il 22 giugno 1988, poco dopo che Fulci aveva terminato Il fantasma di Sodoma. Il film è stato girato presso Roma e Vides Studios. Fulci in seguito parlò negativamente di entrambi i film affermando che il numero di inquadrature era tale da ottenere il minutaggio minimo delle pellicole complete. Fulci ebbe anche litigi con i produttori sul set, mentre questi erano insoddisfatti del regista poiché costantemente in ritardo.

## Distribuzione
A causa dell'elevato tasso di violenza, i film furono trasmessi solo nel 1991 da syndication televisive. Tutti i film della serie sono stati distribuiti dalla Formula Home Video con la dicitura Lucio Fulci presenta. Alfieri citò in giudizio la casa di distribuzione in quanto possedeva lui i diritti per l'home video della serie. La Formula è fallita e la serie è stata successivamente pubblicata in VHS e DVD da Avo Film che ha acquistato i diritti per l'home video.